# Zürcher Hochschule Winterthur
Die Zürcher Hochschule Winterthur (ZHW) war eine Schweizer Fachhochschule in Winterthur. Sie war eine Teilschule der Zürcher Fachhochschule (ZFH) und existierte von 1998 bis 2007. Ihre Departemente wurden 2007 in die Zürcher Hochschule für Angewandte Wissenschaften (ZHAW) überführt.

## Geschichte
Die ZHW war 1998 aus dem Zusammenschluss der Technikum Winterthur (Ingenieurschule) (TWI) und der Höhere Zürcher Wirtschafts- und Verwaltungsschule Winterthur (HWV) hervorgegangen. Gründungsrektor der ZHW war der Naturwissenschaftler und Industriemanager Ernst Jörin.
Seit Anfang 2000 gehörten auch die Dolmetscherschule Zürich (DOZ) und seit 2006 der neue Fachhochschulbereich Gesundheit dazu.
Die drei Vorgängerschulen der ZHW blicken auf eine traditionsreiche Vergangenheit zurück:
- Das 1874 gegründete Technikum Winterthur ist das älteste und grösste Technikum der Schweiz.
- 1901 unterrichtete Einstein am Technikum in Winterthur für ein Semester als Hilfslehrer.[3]
- Die HWV, 1968 vom KV Zürich gegründet, war die erste Höhere Wirtschafts- und Verwaltungsschule der Schweiz. 1996 zog sie von Zürich nach Winterthur ins Handelshaus Volkart.
- Die Genossenschaft Dolmetscherschule Zürich ist 1967 aus einer Privatschule entstanden, deren Anfänge ins Jahr 1946 zurück reichen. Im Frühjahr 2005 zog die ehemalige DOZ von ihrem Standort in Zürich Oerlikon nach Winterthur in die Liegenschaft Mäander an der Theaterstrasse 15c um.

### Departemente
2001 wurden die folgenden vier Departemente gebildet:
- Departement A Architektur, Gestaltung und Bauingenieurwesen
- Departement L Angewandte Linguistik und Kulturwissenschaften
- Departement T Technik, Informatik und Naturwissenschaften
- Departement W Wirtschaft und Management

2006 kam ein fünftes Departement dazu:
- Departement G Gesundheit